# McFarland & Company
McFarland & Company é uma editora dos Estados Unidos localizada em Jefferson, na Carolina do Norte. Seu proprietário majoritário e redator-chefe é Robert Franklin, que começou na empresa em 1979. McFarland emprega uma equipe de 42 pessoas, e em 2005 tinha publicado alguns 2800 títulos.

## Principais pessoas
As pessoas mais notáveis dentro da organização incluem Franklin, a vice-presidente executiva Rhonda Herman, que é conhecida por ter trazido a empresa para a era eletrônica, e o editor assistente Charles Perdue.

## Prêmios
McFarland afirma ser três vezes vencedor do Governor's Business Award nas Artes e Humanidades.